# Deuxième circonscription de Gofa
La deuxième circonscription de Gofa est une des 121 circonscriptions législatives de l'État fédéré des nations, nationalités et peuples du Sud, elle se situe dans la Zone Gamo Gofa. Son représentant actuel est Adnew Tesfaye Ali.